# Crésus Flairsou
Pour les articles homonymes, voir Crésus.
Crésus ou John Flairsou (John D. Rockerduck en VO) est un personnage de fiction de l'univers des canards créé en 1961 par Carl Barks (mais utilisé une seule fois par celui-ci) pour les comics Disney. Il est un des adversaires récurrents de Balthazar Picsou.
Prénommé Crésus dans ses premières apparitions françaises, il retrouve son prénom original de John dans La Jeunesse de Picsou. Une fois, en 1970, il est nommé Anatole Pictou dans Mickey Parade no 964.

## Origines
Carl Barks créa cet homme d'affaires en décembre 1961 dans Qui gagne perd ! (Boat Buster) dans laquelle Picsou et lui se défient dans une course de bateau pour savoir lequel produit la meilleure essence pour moteur. Sa première histoire "italienne" fut Picsou et les Kiwis volants (Zio Paperone e il kiwi volante) de Giampaolo Barosso et Giorgio Bordini, publiée le 1er mars 1963. Par la suite, il deviendra le concurrent récurrent de Picsou dans les histoires italiennes en lieu et place de Gripsou qui n'apparaîtra qu'occasionnellement.

## Apparitions en bandes dessinées
Depuis 1961, Flairsou est apparu dans plusieurs centaines d'histoires. Le site INDUCKS en recense un peu plus de 1730 en octobre 2022, dont plus de 590 ont été publiées en France.
C'est principalement l’Italie qui utilise le personnage, plus de 1300 histoires le faisant apparaitre étant issue de ce pays. Cependant, on remarquera tout de même le Danemark : très en dessous avec un peu moins de 80 histoires, il reste cependant dans la tête du classement. Parmi les productions danoises, celles de Don Rosa (auteur américain, mais ayant principalement travaillé pour Egmont) se détachent par les origines qu'il donne au personnage.
Par ailleurs, si Flairsou est repris immédiatement par les auteurs italiens, il l'est également par le Studio Program. La première histoire « Studio » avec Flairsou parue en 1964, Picsou boucle le tour du Monde (Around the World in 80 Daze) est écrite par Dick Kinney, cocréateur de Popop, et dessinée par Romano Scarpa. Par la suite, il deviendra un personnage récurrent du Studio Program, se distinguant par ses dépenses fastueuses, au contraire de Picsou.

### Dans les histoires italiennes
Flairsou y est dépeint comme un « nouveau riche » snob, parvenu, arrogant, imbu de lui-même et dépensier, aimant exhiber sa fortune. Si Archibald Gripsou peut être considéré comme le « frère ennemi » de Picsou, partageant un certain nombre de valeurs avec lui, Flairsou en est l'antithèse complète.
Le personnage est donc devenu un adversaire fréquent de Picsou dans les bandes dessinées des auteurs italiens, tels que Giovan Battista Carpi, Giorgio Cavazzano, Guido Martina et Romano Scarpa. Les deux hommes d'affaires, qui appartiennent au même Club des milliardaires de Donaldville, se confrontent, s'opposent, s'allient parfois. Par un étrange atavisme, les industries des deux financiers rivaux se trouvent très souvent en compétition directe, qu'il s'agisse de production d'essence pour moteurs, de sodas, de chaînes de fast-food, ou de bien d'autres secteurs industriels. Certaines histoires mettant en scène cette concurrence industrielle entre les deux canards milliardaires constituent des satires d'authentiques rivalités économiques entre entreprises multinationales dont s'inspirent les dessinateurs (guerre marketing entre Picpepsi et Flaircola, bataille de labels musicaux pour accaparer un chanteur à la mode, etc.).
Flairsou emploie quelquefois les Rapetou, Miss Tick ou d'autres criminels pour nuire à son rival et n'hésite pas à recourir à des méthodes telles que l'espionnage industriel, l'enlèvement ou encore le sabotage pour développer ses affaires. Il a même essayé, dans quelques histoires, de supprimer physiquement Picsou, même si le personnage reste dans l'ensemble beaucoup moins pervers que Gripsou, encore plus fréquemment tenté de recourir au meurtre. Confronté à l'échec, Flairsou, de colère, mange son chapeau. Ce gimmick est devenu récurrent dans bon nombre des histoires dans lesquelles il apparaît. La dernière case de ces bandes dessinées conclut souvent l'épisode sur l'image d'un Flairsou hargneux et trépignant, dévorant son couvre-chef à pleines dents.
Toujours sous la plume des dessinateurs italiens, Flairsou s'est vu doté d'un secrétaire particulier, Lusky (créé par le quatuor italien Abramo Barosso, Giampaolo Barosso, Romano Scarpa et Giorgio Cavazzano). Simple faire-valoir et souffre-douleur de Flairsou à ses débuts, ce personnage a évolué jusqu'à devenir l'âme damnée et le conseiller privilégié de son patron, se montrant parfois plus machiavélique et retors que lui. Le fait qu'il transporte en permanence une poivrière et une salière sur lui, dans le but d'agrémenter le "repas" de Flairsou lorsque ce dernier est contraint de manger son chapeau, constitue l'un des gags récurrents des histoires le mettant en scène. Il lui arrive également parfois de partager la « collation » de son employeur.
On notera cependant que si Flairsou considère Balthazar Picsou comme un rival et un ennemi, il n'entretient pas spécialement d'inimitié à l'encontre du reste de sa famille, pouvant, à l'occasion, se montrer amical avec Donald, ses neveux ou les autres membres de la lignée de Picsou. Gontran Bonheur a ainsi été son employé à plusieurs reprises (notamment dans l'histoire originelle Qui gagne perd !).

### Histoire et famille de Crésus Flairsou
Dans la série de comics La Jeunesse de Picsou (The Life and Times of Scrooge McDuck), l'auteur Don Rosa fait naître Flairsou en 1878, en adéquation avec la plupart des histoires le mettant en scène et qui dépeignent le personnage comme plus jeune que Picsou (né en 1867).
Cela dit, au contraire des auteurs italiens, Don Rosa a peu utilisé Crésus Flairsou, mais il lui a donné une ascendance dans La Jeunesse de Picsou. Son père, Howard Flairsou, apparaît dans l'épisode 0 de la série, Canards, Centimes et Destinée !, comme étant un riche Américain de passage en Écosse en 1877, ayant fait fortune au cours de la ruée vers l'or de 1849. Dans l'épisode 4, L'Aventurier de la colline de cuivre, il visite sa mine d'argent de la colline d'Anaconda quand il aperçoit le jeune Picsou creusant sa parcelle pleine de cuivre. Contre l'avis de son épouse et de son fils (le fameux Crésus Flairsou), il aide Picsou à gagner sa première fortune minière. D'ailleurs, si Howard Flairsou est à cette occasion décrit comme un homme travailleur et généreux, son épouse est dépeinte comme une snobinarde prétentieuse et son fils, comme un enfant gâté et capricieux : prémices du personnage qu'il deviendra plus tard.
L'histoire Le mariage de Picsou ! (Il matrimonio di Zio Paperone), parue dans Mickey Parade n°112, raconte l'origine de la fortune de Flairsou. Ce dernier, ayant dilapidé son héritage familial, paria la moitié de la fortune de Picsou - et gagna son pari - ce qui eut pour effet de renflouer ses finances et de faire de lui le « troisième canard le plus riche du monde » (derrière respectivement Picsou et Gripsou). C'est l'une des rares histoires de l'univers des canards de Disney présentant une victoire de Flairsou sur son concurrent.
Certaines histoires italiennes font de la famille Flairsou une branche cousine de celle des Picsou. La série d'histoires Histoire et gloire de la dynastie Picsou (Storia e gloria della dinastia dei paperi) publiée dans les années 1970, va même jusqu'à faire remonter la rivalité entre les deux familles au XIXe siècle. Cette version ne sera cependant pas reprise ultérieurement dans la continuité des personnages. Cette histoire italienne dépeignait en outre Flairsou et Picsou comme ayant exactement le même âge, ce qui est contredit par l'aspect physique des personnages, Flairsou semblant nettement plus jeune.

## Apparition en dessins animés
Le personnage apparaît dans le reboot de 2017 de La Bande à Picsou, lors de l'épisode 9 de la saison 2 Picsou, le hors-la-loi ! (The Outlaw Scrooge McDuck!). Dans cette version, Flairsou était un homme d'affaires véreux qui opérait dans le Far West lorsque Picsou était jeune. Il revient par la suite en caméo à la fin du dernier épisode de la saison 2 Invasion Lunaire ! (Moonvasion!). Dans cet épisode on peut voir qu'il a survécu jusqu'à nos jours en étant conservé dans un bloc de glace. Il reviendra par la suite en tant que méchant secondaire, mais régulier.
En version originale, c'est John Hodgman qui incarne sa voix.

## Anecdotes
- Son nom d'origine, Rockerduck, est une allusion à peine voilée à John D. Rockefeller, milliardaire et magnat du pétrole américain[21].
- La célébrité de Flairsou varie énormément d'un pays à l'autre. Il a longtemps été presque inconnu des lecteurs aux États-Unis, alors qu'il fait partie des principaux personnages de l'univers de Donald Duck en France (voir le magazine Mickey Parade) et en Italie. Flairsou est désormais utilisé occasionnellement par des auteurs américains et est également connu du public des États-Unis grâce notamment aux histoires italiennes traduites en anglais.
- Certains traducteurs confondent parfois Flairsou et Gripsou, bien que les deux personnages ne se ressemblent pas du tout. Gripsou se nomme Flairsou dans l'histoire Picsou, vainqueur malgré lui publiée dans Picsou Magazine no 181 en 1987[22].
- Flairsou et Gripsou apparaissent tous deux dans l'histoire Picsou, riche à billions (Zio Paperone e il bisbilione)[23], publiée en France dans Mickey Parade no 48 (4e trimestre 1983)[24].
- Flairsou est un des rares canards créés par Barks à porter des chaussures.
- Dans la série Les Ultrahéros publiée en 2008[25], Crésus Flairsou endosse un rôle de super-vilain sous le costume de Roller Dollar[26]. Il y fait partie des Bad-7, un groupe de criminels[9],[27].